# Gasmaskenhaube

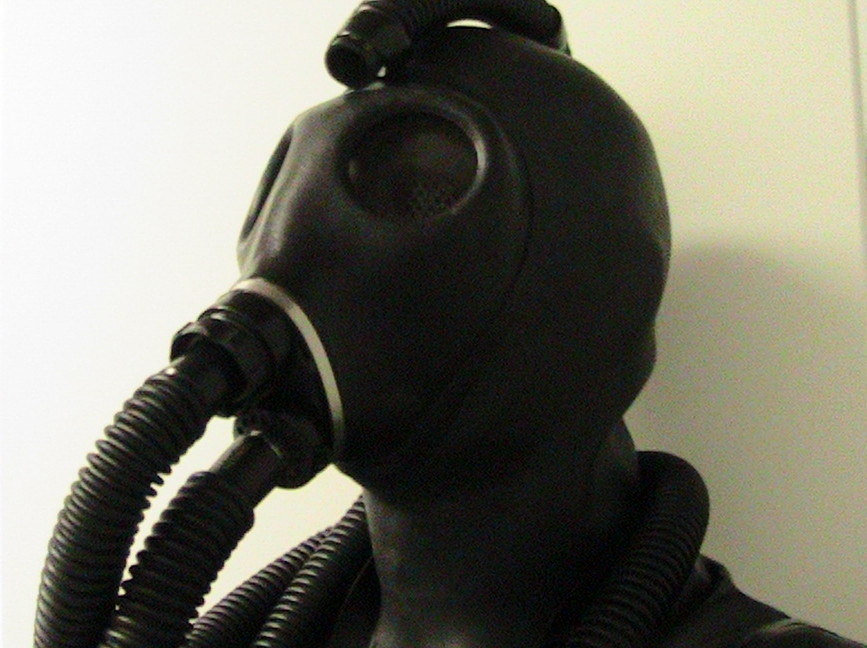
Person in Latexanzug mit Untermaske, darüber die Gasmaskenhaube, angeschlossen sind zwei Atemschläuche

Eine Gasmaskenhaube ist ein Produkt für den Gummifetischismus. Gasmasken werden in der Regel mit Gummiriemen zur Befestigung am Kopf geliefert. Anstelle der Riemen wird stattdessen eine Kopfhaube aus Latex angeklebt. Auf diese Weise wird der Kopf vollständig mit Gummi eingeschlossen. An der Rückseite ist in der Mitte ein Reißverschluss angebracht, damit die Gasmaskenhaube leicht ab- und aufgesetzt werden kann.